# Hezhen

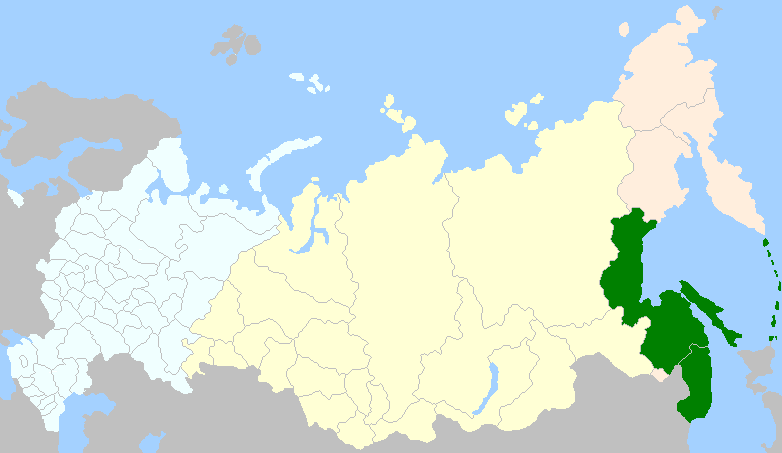

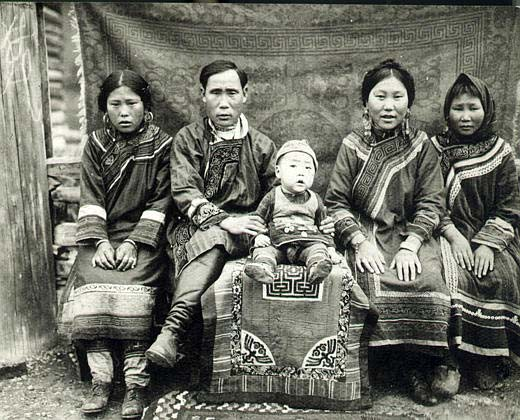
Una familia nanái.

Los hezhen (chino: 赫哲族; pinyin: Hèzhé zú) o nanái (ruso: нанайцы) son una minoría étnica que habita en la zona de Siberia en Rusia y en  la provincia de Heilongjiang, en la República Popular China. La población es de aproximadamente unas 12 000 personas en Rusia y casi 6000 en China, donde son una de las 56 minorías étnicas oficialmente reconocidas por el gobierno.

## Idioma
El idioma hezhen o nanái pertenece a la rama de las lenguas manchú-tungús. En China es un idioma casi en extinción ya que son muy pocos los que aún lo usan de forma habitual. No tiene un sistema de escritura propio por lo que se han utilizado los caracteres del idioma de los han.
En Rusia, sin embargo, la situación de esta lengua es un poco mejor. Más de la mitad de los miembros de esta etnia conocen el idioma y se sigue enseñando en algunas escuelas de la ciudad de Jabárovsk. Durante la época soviética se creó un sistema de escritura que aún sigue utilizándose.

## Historia
Los antepasados de los hezhen eran los nuzhens, un pueblo nómada de origen tatar que atacó las fronteras chinas durante diversas dinastías. Durante la dinastía Ming formaron parte del reino de los Yurchen. Quedaron bajo el poder chino por primera vez durante la dinastía Ming cuando se estableció la región militar de Heilong. 
Durante la ocupación japonesa ocurrida durante el periodo de Manchukuo, los hezheng fueron prácticamente exterminados de China. Se les confinó a campos de concentración y sufrieron uno de los peores momentos en toda su historia. En el periodo previo a 1949 quedaban tan solo 300 miembros de esta etnia en toda China.

## Cultura
Tradicionalmente, los hezhen han sido un pueblo nómada que vivía de la caza y de la pesca. Hasta bien entrado el siglo XX eran una sociedad cazadores-recolectores con costumbres sociales y económicas que dependen de la naturaleza y/o tienen una relación con la convivencia con la naturaleza.
Los vestidos tradicionales de este pueblo se realizaban con pieles de pescado. Estas pieles, generalmente de carpa plateada, se dejaban secar. Una vez secas, se golpeaban repetidas veces con un martillo de madera hasta dejarlas completamente suaves. Finalmente se cosían para elaborar los trajes. Paradójicamente estas prendas no son impermeables. Los peces escogidos solían pesar más de 50 kilos.

## Religión
Los hezhen practican el chamanismo. Durante siglos han sido adoradores de los espíritus del sol, la luna, las montañas, el agua y los árboles. Consideran que todas las cosas del universo tienen su propio espíritu, y que los chamanes tienen el poder de expulsar a los malos espíritus mediante las oraciones a los dioses.

## Influencia en la cultura
La película Dersu Uzala del director Akira Kurosawa narra la amistad entre el explorador ruso Vladimir Arseniev y un miembro de la etnia de los nanái, nombre que reciben los hezhen en Siberia. La película ganó el premio Óscar a la mejor película de habla no inglesa en 1975.